# إينا زوبوفا
إينا زوبوفا ( (بالروسية: Инна Зобова) ولدت في 1 أكتوبر 1976 في خيمكي، روسيا) ممثلة وعارضة أزياء روسية ومثلت بلدها في مسابقة ملكة جمال الكون 1994 حيث احتلت المركز الثاني عشر.
في عام 2001 احتلت المرتبة 51 في قائمة جي كيو لأكثر 200 امرأة جاذبية في العالم عام 2002، في أغسطس 2002، تم اختيار إينا من بين أكثر من 600 عارضة أزياء لتصبح المتحدثة باسم وندربرا آنذاك ووجه العلامة التجارية العالمية سيفورا في عام 2004، وهو العام الذي حصلت فيه أيضًا على جائزة "أفضل عارضة أزياء لهذا العام" في جوائز ماري كلير للأزياء.
احتلت المرتبة 105 في قائمة فتيات جذابات هوت 500 وضمن أفضل 20 في مجلة جي كيو عام 2005. في عام 2011، شاركت إينا زوبوفا كخبيرة أزياء وحكم في البرنامج التلفزيوني أفضل موديل بو-روسي، وهو النسخة المحلية من برنامج الواقع الأمريكي الشهير أمريكان نيكست توب موديل.

## روابط خارجية
- AskMen.com - Inna Zobova
- Inna Zobova new face of Wonderbra
- إينا زوبوفا على موقع IMDb (الإنجليزية)
- إينا زوبوفا على موقع قاعدة بيانات الفيلم (الإنجليزية)
- إينا زوبوفا على موقع دليل عارضات الأزياء (الإنجليزية)
- (بالفرنسية) Interview of Inna Zobova